# Quercus mongolica
Quercus mongolica är en bokväxtart som beskrevs av Fisch. och Carl Friedrich von Ledebour. Quercus mongolica ingår i släktet ekar och familjen bokväxter.
Några exemplar kan bli 20 eller sällan 30 meter höga.
Arten förekommer i nordöstra Asien. Den hittas i östra Ryssland, östra Kina, Mongoliet, Japan och på Koreahalvön. Den växer i låglandet och i bergstrakter mellan 200 och 2500 meter över havet. Quercus mongolica introducerades i Europa. Arten kan ingå i lövskogar med lövträd som Acer pseudosieboldianum, Acer mono, Tilia amurensis eller olika askar samt i blandskogar med arter av tallsläktet. Quercus mongolica är vanligen ett av de talrikaste träden i dessa skogar.
Arten föredrar måttliga väderförhållanden men den kan uthärda regnrika somrar och kalla vintrar. Fröspridningen sker främst genom små däggdjur och fåglar som äter artens ekollon. I områden som tidvis saknade växtlighet är Quercus mongolica ett av de första träden som etablerar sig. Skogar med denna ek består vanligen i 300 år.
Utöver djuren som äter ekens ekollon förekommer andra djur som hjortar och vildsvin som äter andra delar av trädet.
Artens trä används bland annat för telefonmast, som stöd i gruvor, för båtar och för bildelar.
I olika delar av utbredningsområdet som i östra Ryssland är skogsbruket för intensivt för arten vad som minskar beståndet. Ibland sker skogsavverkningen illegal. Även trädfällning i naturskyddsområden är dokumenterad. I Kina sker skogsbruket på arten främst med planterade bestånd. Fortfarande är Quercus mongolica vanligt förekommande. IUCN listar arten som livskraftig (LC).

## Underarter
Arten delas in i följande underarter:
- Q. m. crispula
- Q. m. mongolica

## Bildgalleri

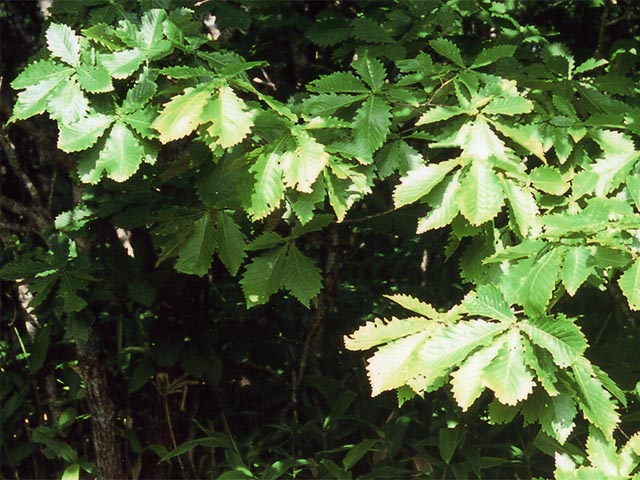